# Campionati mondiali di bob 2020
I Campionati mondiali di bob 2020 sono stati la sessantaquattresima edizione della rassegna iridata del bob. manifestazione organizzata negli anni non olimpici dalla Federazione Internazionale di Bob e Skeleton; si sono tenuti dal 21 febbraio al 1º marzo 2020 ad Altenberg, in Germania, sulla pista ENSO-Eiskanal Altenberg, la stessa sulla quale si svolsero le rassegne iridate del 1991 e del 2000 soltanto nelle specialità maschili, e del 2008 anche nel bob a due femminile. Furono disputate gare in tre differenti specialità: nel bob a due donne, nel bob a due uomini e nel bob a quattro uomini; la località della Sassonia ha quindi ospitato le competizioni iridate per la quarta volta nel bob a due e bob a quattro maschili e per la terza volta nel bob a due femminile; a partire da questa rassegna venne abolita la competizione a squadre con gli atleti dello skeleton, sostituita con una gara a squadre miste riservata ai soli skeletonisti. Anche questa edizione dei mondiali, come ormai da prassi iniziata nella rassegna di Schönau am Königssee 2004, si è svolta comunque contestualmente a quella di skeleton.
Dominatrice del medagliere è stata la squadra tedesca, capace di aggiudicarsi due titoli sui tre in palio e sei medaglie sulle nove a disposizione in totale. 

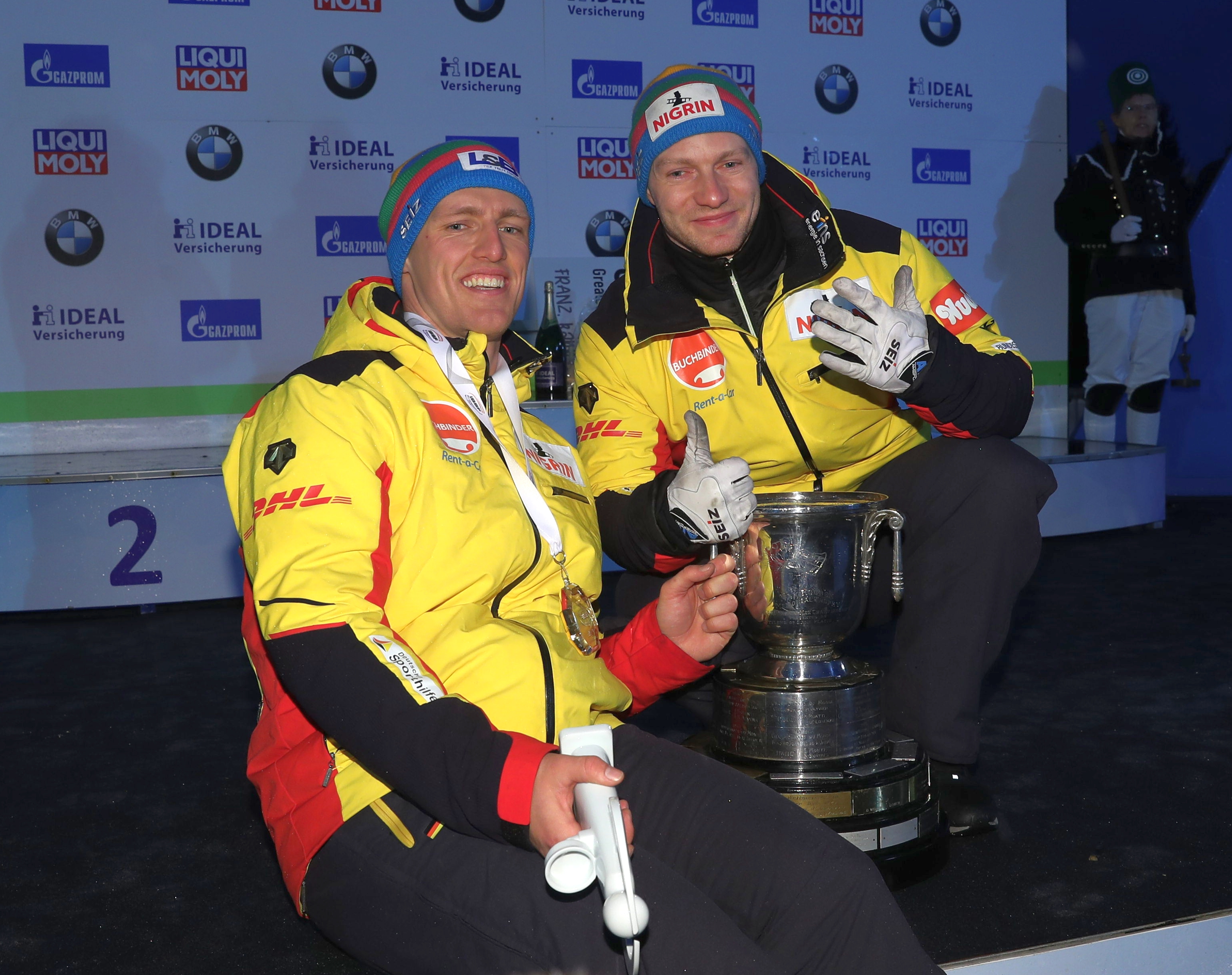
Thorsten Margis e Francesco Friedrich, rispettivamente al loro quinto e sesto successo di fila nel bob a due

I titoli sono stati infatti conquistati nel bob a due uomini da Francesco Friedrich e Thorsten Margis, con Friedrich che vinse il suo sesto titolo consecutivo nella specialità biposto, battendo il record che già deteneva ma in coabitazione con l'italiano Eugenio Monti, vincitore di cinque titoli di fila dall'edizione di Sankt Moritz 1957 a quella di Lake Placid 1961 e raggiunto in questa occasione proprio da Thorsten Margis, anch'egli al suo quinto alloro consecutivo nella disciplina a coppie; Monti resta comunque in vetta alla classifica dei mondiali conquistati nel bob a due con sette titoli iridati. Nel bob a quattro uomini la medaglia d'oro andò all'equipaggio composto dallo stesso Francesco Friedrich, al suo terzo titolo della specialità a quattro, con i frenatori Candy Bauer, Martin Grothkopp e Alexander Schüller
Nel bob a due femminile si sono imposte invece le statunitensi Kaillie Humphries e Lauren Gibbs, con Humphries al suo terzo alloro mondiale, il primo da quando gareggia per gli Stati Uniti. 
Oltre a Friedrich, unico ad essersi aggiudicato due medaglie d'oro, gli altri atleti che sono riusciti a salire sul podio per due volte sono stati Johannes Lochner e Christopher Weber, entrambi medaglia d'argento in ambedue le gare maschili.

## Calendario
| Campionati mondiali di bob 2020 | Campionati mondiali di bob 2020 | Campionati mondiali di bob 2020 | Campionati mondiali di bob 2020 | Campionati mondiali di bob 2020 | Campionati mondiali di bob 2020 | Campionati mondiali di bob 2020 | Campionati mondiali di bob 2020 |
| Febbraio '20                    | 21                              | 22                              | 23                              | 29                              | Marzo '20                       | 1º                              | Totale                          |
| ------------------------------- | ------------------------------- | ------------------------------- | ------------------------------- | ------------------------------- | ------------------------------- | ------------------------------- | ------------------------------- |
| Donne                           | Bob a due (1ª e 2ª manche)      | Bob a due (3ª e 4ª manche)      |                                 |                                 |                                 |                                 | 1                               |
| Uomini                          |                                 | Bob a due (1ª e 2ª manche)      | Bob a due (3ª e 4ª manche)      | Bob a quattro (1ª e 2ª manche)  |                                 | Bob a quattro (3ª e 4ª manche)  | 2                               |
| Totale                          |                                 | 1                               | 1                               |                                 |                                 | 1                               | 3                               |

## Risultati

### Bob a due donne

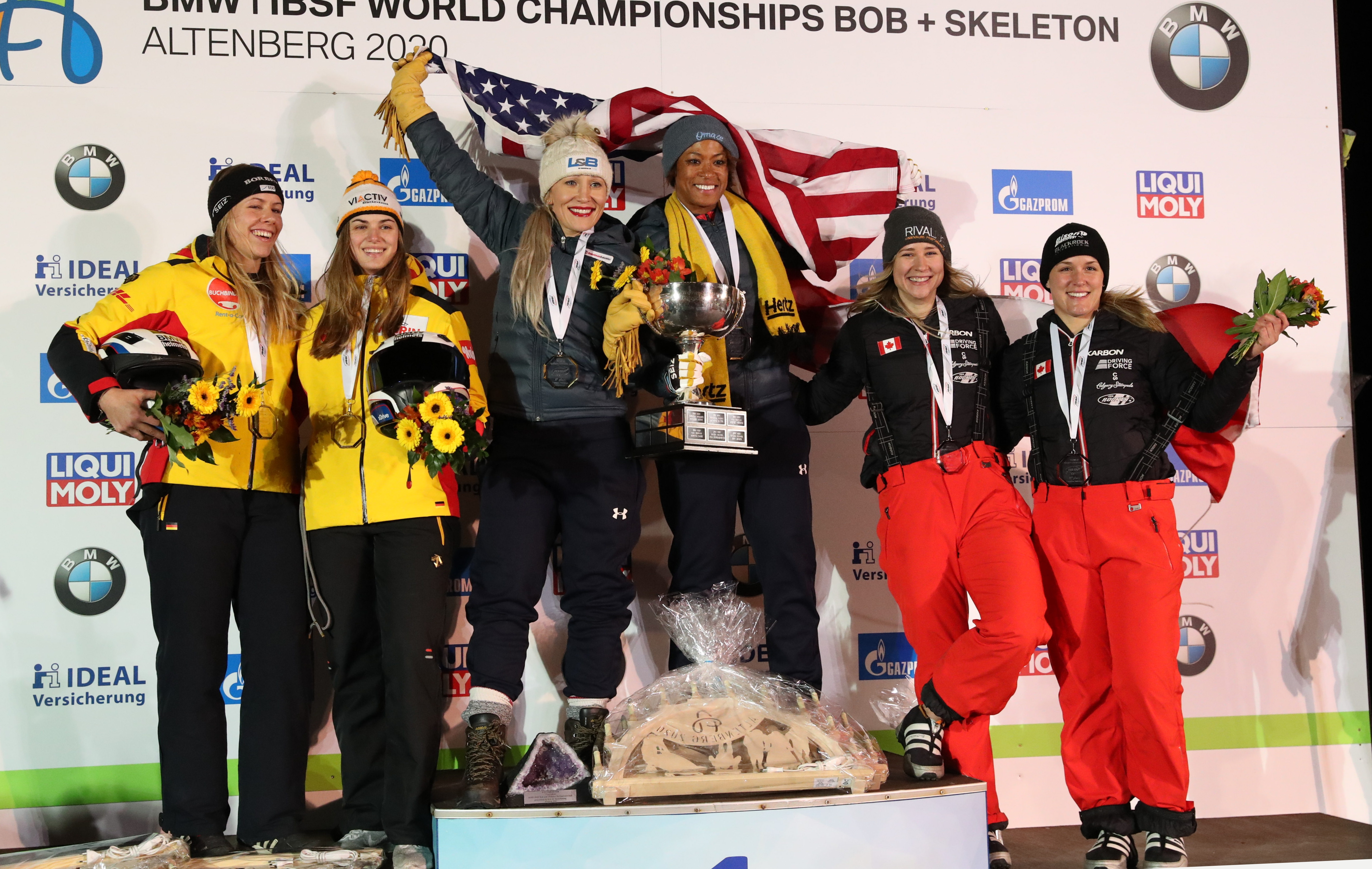
Il podio del bob a due femminile: da sinistra Kira Lipperheide e Kim Kalicki (argento), Kaillie Humphries e Lauren Gibbs (oro), Kristen Bujnowski e Christine de Bruin (bronzo)

La gara si è disputata il 21 e il 22 febbraio 2020 nell'arco di quattro manches e hanno preso parte alla competizione 20 compagini in rappresentanza di 13 differenti nazioni; campionesse uscenti erano le tedesche Mariama Jamanka e Annika Drazek, giunte al traguardo in quarta posizione, e il titolo è stato pertanto conquistato dalla coppia statunitense formata da Kaillie Humphries e Lauren Gibbs, con Humphries al suo terzo titolo mondiale dopo quelli vinti nel 2012 e nel 2013 quando gareggiava per il Canada e Gibbs alla prima affermazione iridata dopo il bronzo colto nel 2016 con Elana Meyers-Taylor. Fu inoltre la terza medaglia d'oro per gli Stati Uniti dopo i due conquistati dalla stessa Meyers-Taylor nel 2015 e nel 2017.
La medaglia d'argento è invece andata alla giovane formazione tedesca composta da Kim Kalicki e Kira Lipperheide, 42 anni in due, alla loro prima medaglia mondiale in assoluto e prime campionesse mondiali juniores in carica ad aver vinto una medaglia anche ai mondiali senior nella stessa stagione; in terza posizione si piazzò infine il binomio canadese costituito da Christine de Bruin e Kristen Bujnowski, che bissarono il bronzo vinto nell'edizione di Whistler 2019.
| Pos. | Atlete                               | Nazione       | 1ª manche | 2ª manche | 3ª manche | 4ª manche | Totale  | Distacco |
| ---- | ------------------------------------ | ------------- | --------- | --------- | --------- | --------- | ------- | -------- |
|      | Kaillie Humphries Lauren Gibbs       | Stati Uniti   | 56"47     | 56"33     | 56"27     | 56"42     | 3'45"49 | –        |
|      | Kim Kalicki Kira Lipperheide         | Germania      | 56"56     | 56"45     | 56"25     | 56"60     | 3'45"86 | +0"37    |
|      | Christine de Bruin Kristen Bujnowski | Canada        | 56"60     | 56"87     | 56"47     | 56"61     | 3'46"55 | +1"06    |
| 4    | Mariama Jamanka Annika Drazek        | Germania      | 56"86     | 56"58     | 56"48     | 56"77     | 3'46"69 | +1"20    |
| 5    | Stephanie Schneider Leonie Fiebig    | Germania      | 56"50     | 56"84     | 56"84     | 56"74     | 3'46"92 | +1"43    |
| 6    | Nadežda Sergeeva Elena Mamedova      | Russia        | 56"80     | 57"09     | 56"77     | 56"57     | 3'47"23 | +1"74    |
| 7    | Martina Fontanive Nadja Pasternack   | Svizzera      | 57"20     | 56"90     | 56"62     | 56"57     | 3'47"29 | +1"80    |
| 8    | Mica McNeill Montell Douglas         | Gran Bretagna | 56"83     | 56"99     | 56"56     | 57"16     | 3'47"54 | +2"05    |
| 9    | Katrin Beierl Jennifer Onasanya      | Austria       | 57"00     | 57"04     | 56"96     | 56"76     | 3'47"76 | +2"27    |
| 10   | Ying Qing Du Jian                    | Cina          | 57"07     | 57"09     | 57"13     | 57"01     | 3'48"30 | +2"81    |

Nota: in grassetto il miglior tempo di manche.

### Bob a due uomini

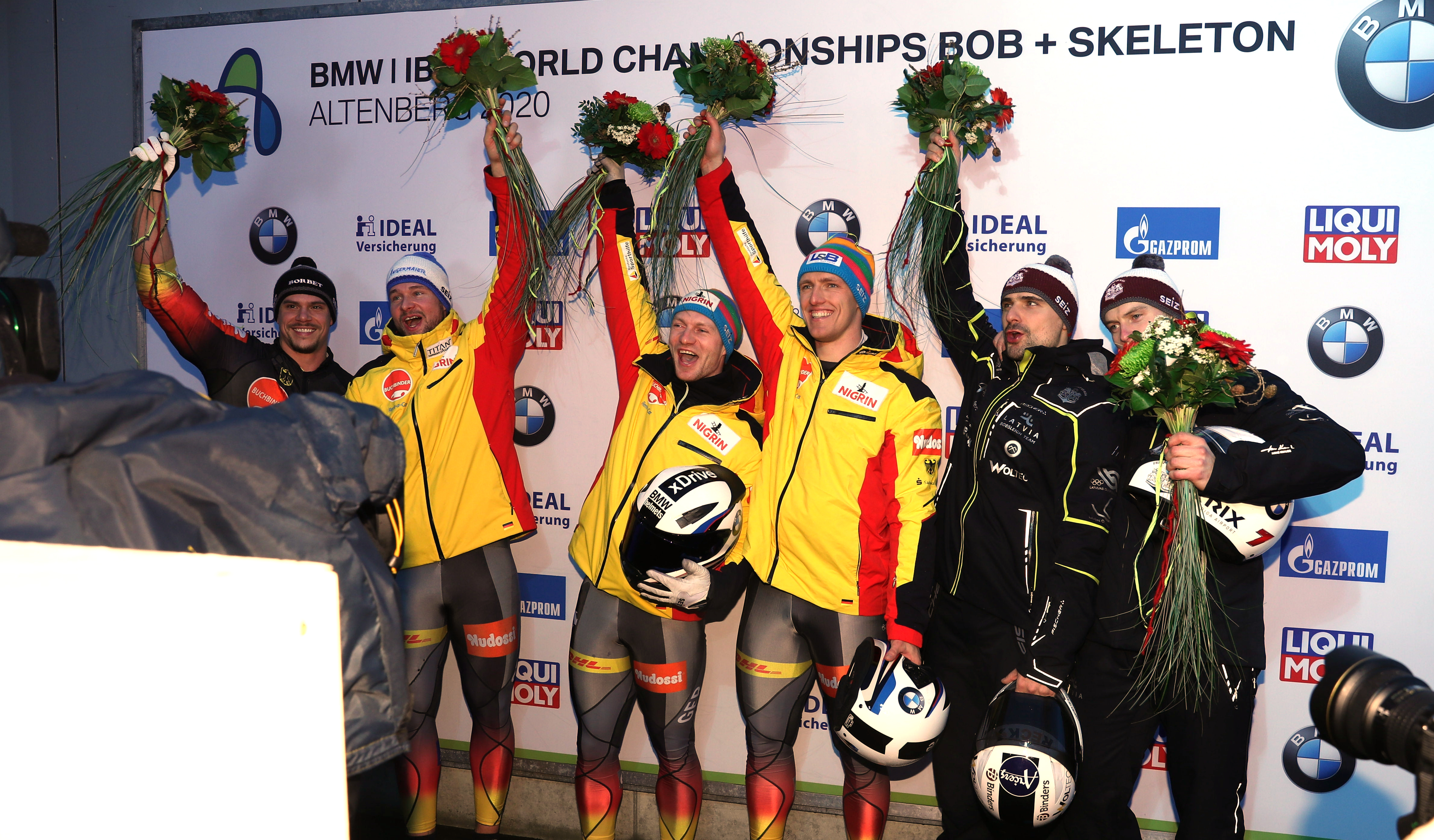
Il podio del bob a due maschile: da sinistra Christopher Weber e Johannes Lochner (argento), Francesco Friedrich e Thorsten Margis (oro), Oskars Ķibermanis e Matīss Miknis (bronzo)

La gara si è disputata il 22 e il 23 febbraio 2020 nell'arco di quattro manches e hanno preso parte alla competizione 27 compagini in rappresentanza di 16 differenti nazioni; campione uscente era l'equipaggio tedesco composto da Francesco Friedrich e Thorsten Margis, coppia che riuscì a conquistare il titolo anche in questa edizione ottenendo quindi il quinto successo di fila dopo i trionfi nelle edizioni di Winterberg 2015, Igls 2016, Schönau am Königssee 2017 e Whistler 2019; per Friedrich si trattò inoltre del sesto alloro iridato consecutivo nel bob a due (vinse infatti anche nel 2013 con Jannis Bäcker) e questo risultato gli permise di superare il record detenuto da lui stesso in coabitazione con l'italiano Eugenio Monti, a sua volta vincitore del titolo per cinque volte di seguito dall'edizione di Sankt Moritz 1957 a quella di Lake Placid 1961, Margis raggiunse quindi Monti con cinque titoli di fila; Monti rimane comunque in vetta nel computo dei titoli vinti nella disciplina biposto con sette successi. 
Al secondo posto si è piazzata l'altra coppia tedesca formata da Johannes Lochner e Christopher Weber, con Lochner al suo terzo argento biposto dopo quelli colti nel 2015 e nel 2016 e Weber alla sua prima medaglia in assoluto ai mondiali. Sul terzo gradino del podio è salito invece il binomio lettone composto da Oskars Ķibermanis e Matīss Miknis, alla loro prima medaglia iridata nella disciplina a due.
| Pos. | Atlete                                        | Nazione  | 1ª manche | 2ª manche | 3ª manche | 4ª manche | Totale  | Distacco |
| ---- | --------------------------------------------- | -------- | --------- | --------- | --------- | --------- | ------- | -------- |
|      | Francesco Friedrich Thorsten Margis           | Germania | 54"00     | 54"09     | 55"98     | 56"37     | 3'40"44 | –        |
|      | Johannes Lochner Christopher Weber            | Germania | 54"59     | 54"59     | 56"36     | 56"55     | 3'42"09 | +1"65    |
|      | Oskars Ķibermanis Matīss Miknis               | Lettonia | 54"49     | 54"72     | 56"35     | 56"67     | 3'42"23 | +1"79    |
| 4    | Nico Walther Eric Franke                      | Germania | 54"54     | 54"49     | 56"36     | 56"92     | 3'42"31 | +1"87    |
| 5    | Richard Oelsner Malte Schwenzfeier            | Germania | 54"52     | 54"67     | 56"49     | 57"03     | 3'42"71 | +2"27    |
| 6    | Benjamin Maier Markus Sammer                  | Austria  | 54"91     | 54"61     | 56"58     | 57"66     | 3'42"76 | +2"32    |
| 7    | Simon Friedli Gregory Jones                   | Svizzera | 54"73     | 55"14     | 56"52     | 57"44     | 3'42"83 | +2"39    |
| 8    | Michael Vogt Sandro Michel                    | Svizzera | 54"77     | 54"78     | 56"80     | 57"55     | 3'42"90 | +2"46    |
| 9    | Romain Heinrich Dorian Hauterville            | Francia  | 54"90     | 54"93     | 56"70     | 57"43     | 3'42"96 | +2"52    |
| 10   | Mihai Cristian Tentea Ciprian Nicolae Daroczi | Romania  | 54"60     | 54"86     | 56"87     | 57"76     | 3'43"09 | +2"65    |

Nota: in grassetto il miglior tempo di manche.

### Bob a quattro uomini

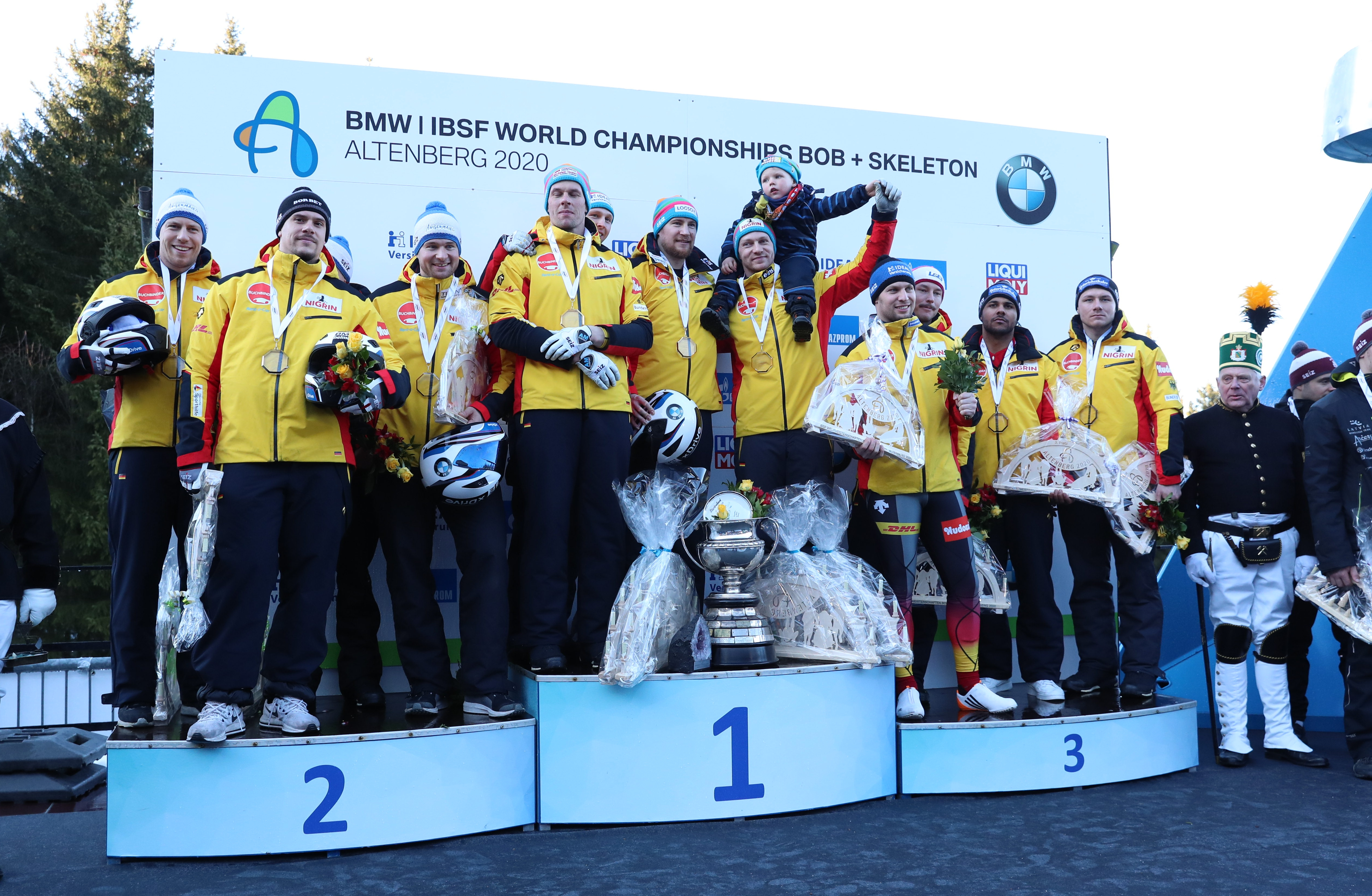
Il podio tutto tedesco del bob a quattro maschile: da sinistra Florian Bauer, Weber, Rasp (nascosto) e Lochner (argento), Candy Bauer, Schüller, Grothkopp e Friedrich (oro), Walther, Franke, Bluhm e Krenz (bronzo)

La gara si è disputata il 29 febbraio e il 1º marzo 2020 nell'arco di quattro manches e hanno preso parte alla competizione 22 compagini in rappresentanza di 13 differenti nazioni; campione uscente era l'equipaggio tedesco composto da Francesco Friedrich, Candy Bauer, Martin Grothkopp e Thorsten Margis, che riconfermò il titolo anche in questa occasione ma con Alexander Schüller al posto di Margis. Per Friedrich, Bauer e Grothkopp si trattò del terzo titolo consecutivo vinto nella specialità a quattro, mentre per Schüller fu la prima medaglia mondiale in assoluto; Friedrich, inoltre, realizzò la "doppietta" bob a due-bob a quattro ai mondiali per la terza volta di fila.
Al secondo posto si è piazzata la compagine formata dai connazionali Johannes Lochner, Florian Bauer, Christopher Weber e Christian Rasp, con Lochner e Rasp già campioni mondiali nel 2017 a pari merito con il quartetto guidato dallo stesso  Friedrich, mentre per Florian Bauer e Weber si trattò della prima medaglia iridata in assoluto. A completare il podio tutto tedesco la formazione guidata da Nico Walther, il quale annunciò il proprio ritiro dall'attività agonistica al termine della gara, con i frenatori Paul Krenz, Joshua Bluhm ed Eric Franke; per Walther fu la terza medaglia iridata dopo l'argento del 2015 e il bronzo del 2017, per Franke la seconda (fu bronzo con lo stesso Walther nel 2017), mentre Bluhm fu già campione con Lochner sempre nel 2017 e Krenz salì per la prima volta su un podio iridato nella specialità a quattro.
| Pos. | Atlete                                                              | Nazione       | 1ª manche | 2ª manche | 3ª manche | 4ª manche | Totale  | Distacco |
| ---- | ------------------------------------------------------------------- | ------------- | --------- | --------- | --------- | --------- | ------- | -------- |
|      | Francesco Friedrich Candy Bauer Martin Grothkopp Alexander Schüller | Germania      | 54"25     | 54"34     | 53"35     | 54"15     | 3'36"09 | –        |
|      | Johannes Lochner Florian Bauer Christopher Weber Christian Rasp     | Germania      | 54"25     | 54"31     | 53"39     | 54"19     | 3'36"14 | +0"05    |
|      | Nico Walther Paul Krenz Joshua Bluhm Eric Franke                    | Germania      | 54"30     | 54"20     | 53"44     | 54"38     | 3'36"32 | +0"23    |
| 4    | Oskars Ķibermanis Lauris Kaufmanis Dāvis Spriņģis Matīss Miknis     | Lettonia      | 54"36     | 54"19     | 53"59     | 54"49     | 3'36"63 | +0"54    |
| 5    | Benjamin Maier Marco Rangl Markus Sammer Dănuț Ion Moldovan         | Austria       | 54"55     | 54"25     | 53"51     | 54"61     | 3'36"92 | +0"83    |
| 6    | Dominik Dvořák Dominik Suchý Jan Šindelář Jakub Nosek               | Rep. Ceca     | 54"48     | 54"45     | 53"87     | 54"73     | 3'37"53 | +1"44    |
| 7    | Brad Hall Lawrence Taylor Luke Dawes Greg Cackett                   | Gran Bretagna | 54"60     | 54"63     | 53"83     | 54"64     | 3'37"70 | +1"61    |
| 8    | Won Yun-jong Kim Jin-su Lee Gyeong-min Chae Byung-do                | Corea del Sud | 54"50     | 54"55     | 53"93     | 54"85     | 3'37"83 | +1"74    |
| 9    | Michael Vogt Simon Friedli Cyril Bieri Sandro Michel                | Svizzera      | 54"39     | 54"66     | 54"19     | 54"63     | 3'37"87 | +1"78    |
| 10   | Markus Treichl Markus Glück Sebastian Mitterer Kristian Huber       | Austria       | 54"81     | 54"62     | 53"98     | 54"60     | 3'38"01 | +1"92    |

Nota: in grassetto il miglior tempo di manche.

## Medagliere
| Pos.   | Nazione     | Oro | Argento | Bronzo | Totale |
| ------ | ----------- | --- | ------- | ------ | ------ |
| 1      | Germania    | 2   | 3       | 1      | 6      |
| 2      | Stati Uniti | 1   | 0       | 0      | 1      |
| 3      | Canada      | 0   | 0       | 1      | 1      |
| 3      | Lettonia    | 0   | 0       | 1      | 1      |
| Totale | Totale      | 3   | 3       | 3      | 9      |